# N'Faly Dante
N'Faly Dante (Bamako, 19 de octubre de 2001) es un baloncestista maliense que pertenece a la plantilla de los Atlanta Hawks de la NBA. Con 2,13 metros de estatura, juega en la posición de pívot.

## Trayectoria deportiva

### Universidad
Jugó cinco temporadas con los Ducks de la Universidad de Oregón, en las que promedió 11,3 puntos, 7,1 rebotes, 1,0 asistencias y 1,3 tapones por partido. En sus dos últimas temporadas fue incluido en el mejor quinteto de la Pac-12 Conference.

#### Estadísticas
| Año     | Equipo | PJ  | PT | MPP  | %TC  | %3P | %TL  | RPP | APP | ROB | TPP | PPP  |
| ------- | ------ | --- | -- | ---- | ---- | --- | ---- | --- | --- | --- | --- | ---- |
| 2019–20 | Oregon | 12  | 0  | 13.6 | .627 | —   | .400 | 2.8 | .6  | .9  | .6  | 5.8  |
| 2020–21 | Oregon | 6   | 6  | 17.7 | .656 | —   | .438 | 5.8 | .2  | 1.5 | 1.2 | 8.2  |
| 2021–22 | Oregon | 32  | 27 | 20.0 | .675 | —   | .588 | 6.3 | .7  | .7  | 1.0 | 8.1  |
| 2022–23 | Oregon | 31  | 30 | 26.2 | .614 | —   | .617 | 8.4 | 1.1 | 1.1 | 1.4 | 13.4 |
| 2023–24 | Oregon | 22  | 21 | 31.5 | .695 | —   | .613 | 9.2 | 1.6 | 1.7 | 1.9 | 17.0 |
| Total   | Total  | 103 | 84 | 23.4 | .654 | —   | .591 | 7.1 | 1.0 | 1.1 | 1.3 | 11.3 |

### Profesional
Tras no ser seleccionado en el draft de la NBA de 2024, el 9 de julio firmó un contrato dual con los Houston Rockets y su filial de la G League, los Rio Grande Valley Vipers. Debutó con los Rockets el 3 de marzo de 2025, consiguiendo 10 puntos, 9 rebotes y 2 tapones en 18 minutos ante Oklahoma City Thunder.
El 18 de agosto de 2025 firma por dos temporadas y $4,5 millones con Atlanta Hawks.

## Estadísticas de su carrera en la NBA

### Temporada regular
| Año     | Equipo  | PJ | PT | MPP  | %TC  | %3P  | %TL  | RPP | APP | ROB | TPP | PPP |
| ------- | ------- | -- | -- | ---- | ---- | ---- | ---- | --- | --- | --- | --- | --- |
| 2024-25 | Houston | 4  | 0  | 12.8 | .769 | .000 | .800 | 5.3 | .5  | .3  | 1.3 | 6.0 |
| Total   | Total   | 4  | 0  | 12.8 | .769 | .000 | .800 | 5.3 | .5  | .3  | 1.3 | 6.0 |